# Фэрфилд-Бей (Арканзас)
Фэрфилд-Бей (англ. Fairfield Bay, Arkansas) — город, расположенный в округах Клиберн и Ван-Бьюрен (штат Арканзас, США) с населением в 2460 человек по статистическим данным переписи 2000 года.

## География
По данным Бюро переписи населения США город Фэрфилд-Бей имеет общую площадь в 39,37 квадратных километров, водных ресурсов в черте населённого пункта не имеется.
Город Фэрфилд-Бей расположен на высоте 265 метров над уровнем моря.

## Демография
По данным переписи населения 2000 года в Фэрфилд-Бей проживало 2460 человек, 833 семьи, насчитывалось 1231 домашнее хозяйство и 1976 жилых домов. Средняя плотность населения составляла около 62,6 человек на один квадратный километр. Расовый состав Фэрфилд-Бей по данным переписи распределился следующим образом: 98,41 % белых, 0,53 % — чёрных или афроамериканцев, 0,16 % — коренных американцев, 0,24 % — азиатов, 0,65 % — представителей смешанных рас.
Испаноговорящие составили 0,53 % от всех жителей города.
Из 1231 домашних хозяйств в 8,9 % — воспитывали детей в возрасте до 18 лет, 62,0 % представляли собой совместно проживающие супружеские пары, в 4,3 % семей женщины проживали без мужей, 32,3 % не имели семей. 29,7 % от общего числа семей на момент переписи жили самостоятельно, при этом 21,9 % составили одинокие пожилые люди в возрасте 65 лет и старше. Средний размер домашнего хозяйства составил 1,91 человек, а средний размер семьи — 2,29 человек.
Население города по возрастному диапазону по данным переписи 2000 года распределилось следующим образом: 9,3 % — жители младше 18 лет, 2,6 % — между 18 и 24 годами, 10,2 % — от 25 до 44 лет, 25,3 % — от 45 до 64 лет и 52,6 % — в возрасте 65 лет и старше. Средний возраст жителей составил 66 лет. На каждые 100 женщин в Фэрфилд-Бей приходилось 82,4 мужчин, при этом на каждые сто женщин 18 лет и старше приходилось 82,0 мужчин также старше 18 лет.
Средний доход на одно домашнее хозяйство в городе составил 35 089 долларов США, а средний доход на одну семью — 42 419 долларов. При этом мужчины имели средний доход в 30 337 долларов США в год против 21 625 долларов среднегодового дохода у женщин. Доход на душу населения в городе составил 24 900 долларов в год. 4,8 % от всего числа семей в округе и 7,1 % от всей численности населения находилось на момент переписи населения за чертой бедности, при этом 20,1 % из них были моложе 18 лет и 3,4 % — в возрасте 65 лет и старше.